# 成都战役
成都战役是第二次国共内战后期的一次战役，发生于1949年12月，通过此次战役，刘伯承、邓小平率领中国人民解放军第二野战军在成都平原歼灭胡宗南所率领的国军30余万人，进占成都。

## 战役前期
1949年12月，解放军第二野战军攻占重庆后，自重庆西进，以切断国军退往西昌的通路，实现自己歼灭国军主力于成都平原的战役目标。
南路解放军令2个军进军乐山、2个军进军邛崃、新津，北路解放军令第18兵团自川北分路南下。12月11日，郭汝瑰率部在宜宾宣布起义。其后，南路解放军于12月13日攻占宜宾，15日攻占简阳，16日攻占乐山。
1949年12月17日，刘、邓指示前线部队，第12军应立即截断敌军取道雅安，向康、滇退却的道路，“渡岷江后，以十二军即攻占邛崃、大邑”，“集结待命，寻歼成都外围之胡匪”。
18日攻占彭山，第12军前指命令攻占彭山的第36师，火速向邛崃方向前进，务于19日打响邛崃战斗。19日晨，第36师从彭山县翻越长秋山，经蒲江直奔邛崃，于11时解放固驿镇，下午4点战斗在邛崃南关打响，并攻占邛崃县城。第35师撤出新津迅速抢占固驿镇要点，消灭该地的中央交警团。并在峨眉俘虏宋希濂。20日第34师攻占大邑。至此，第12军的三个师摆成“品”字形，摆在新津、邛崃、大邑一线，截断敌人西逃康、滇的去路。12军于十九、二十两天在成都外围新津以西地区俘敌一八七师参谋长凌瑞华以下万余人，并解放蒲江、邛崃、大邑三城，缴获汽车二百余辆。
21日，刘伯承、邓小平下达成都战役的命令。22、23日，第12军前指在邛崃召集会议，最终决定遵照指示：坚决固守邛崃、放弃大邑，集中力量在主要方向布置。兵力配置：34师102团在邛崃东北三岔街一线阻击，右翼与35师衔接起来，留100团在城北为军预备队；35师103团在新津、邛崃之间公路北侧之高山镇地区，组织防御，105团在新、邛公路南侧固驿镇地区，组织防御；36师108团在至和场附近高地扼守，留106团在城南为军预备队。24日拂晓，敌先头部队27军、69军、90军各一部，进入固驿镇，与第35师之105团激战一天，敌人攻击没有任何进展，突围未成。第五兵团杨勇司令员和杜义德副司令员于12月25日对围歼胡宗南第五兵团作出部署：“十二军扼守、巩固邛崃固驿镇之阵地”，“固守待援”。并命令：扼守大邑之第12军第34师向邛崃与主力靠拢，坚守桑园镇、童桥、高山镇、固驿镇及邛崃东南一带高地，阻止国民党军南逃。26日午后3时，敌突破高山镇一○三团三营八连前沿阵地向邛崃城东门逼近，邛崃城军前指受到严重威胁。在此紧要关头，第35师一部兵力向北关迂回拊敌侧后，第34师和36师一部向北关、东关靠拢阻敌。第34师侦察连主动出击，将敌90军一个搜索营击溃，军指的参谋、干事、后勤人员一起投入战斗。随即，该军两支预备队南北夹击，在第10军卢彦山副师长率领一部的协助下，一鼓作气把敌人赶出30里，全部收复失去的阵地。战斗中，第100团团长李耀光光荣牺牲。12军军直部队和34师在南君平乡（今划归桑园镇）万担坝和大邑县高山、安仁一带将敌军包围，生擒第三军军长盛文及其官兵近千人。26日下午四点钟，敌人打出谈判停战的旗号，李文派第1军参谋长乔治到第12军36师108团阵地上要求谈判。第12军决定派108团副团长武效贤作为全权代表，前往李文司令部谈判。双方达成协议：第102团和李文兵团司令部之间架设一条“热线”电话，保持联络。敌人名曰谈判，实为拖延时间，第12军集中第34、35师向敌发起进攻，令36师尽量逼近敌兵团部，至该日夜歼灭敌90军，活捉军长黄仁，俘敌2万余人。27日下午2时，李文兵团部被攻入，李文本人带二十几个将领投降，其余官兵近万人成了俘虏；所剩之部群龙无首，失去指挥，也相继被歼灭。
北路解放军于12月14日攻占广元，18日攻占剑阁，21日攻占绵阳、巴中，22日攻占江油。
自此，解放军从南北两面完成了对成都平原的包围。

## 战役中期
12月21日，蒋介石令胡宗南率部自成都地区向西康、云南地区突围。22日，胡宗南在新津召开军事会议，决定第5兵团向西昌突围，第18兵团向云南昭通突围，第7兵团向贵州威宁突围，第15、20兵团向贵州毕节突围。次日，胡宗南乘飞机前往西昌，飞机最终却降落到了海南岛，导致国军在突围过程中失去了统一指挥，陷入一片混乱之中，败局已定。

## 战役后期
12月21日，川鄂边区绥署副主任董宋珩和第16兵团在什邡宣布投共，24日，第15兵团司令罗广文和第20兵团司令陈克非分别在郫县和安德宣布投共，25日，第7兵团司令裴昌会在德阳宣布投共，26日，第20军军长杨汉烈和第127军军长赵子立分别在金堂、巴中宣布投共。
到此时，国军只剩下第5兵团司令李文决定执行胡宗南的命令，自24日起向邛崃攻击前进，希望经此到达雅安，于27日被解放军全歼，李文被俘。当日，第18兵团司令李振在成都宣布投共，第二野战军第18兵团进占成都。至此，国军胡宗南部30余万主力在成都平原基本被歼灭，成都战役结束。

## 评价
透过成都战役，解放军基本歼灭了退往西南地区的国军主力，国军在成都战役后不久最终退出大陆，蒋介石自成都鳳凰山機場起飛飞往台北后，终生没有再回到大陆。